# Homoporus sinensis
Homoporus sinensis är en stekelart som beskrevs av Xiao, Zhang, Huang och Andrew Polaszek 2004. Homoporus sinensis ingår i släktet Homoporus och familjen puppglanssteklar. Inga underarter finns listade i Catalogue of Life.